# Multnomah County
Multnomah County je okres amerického státu Oregon založený v roce 1854. Správním střediskem je město Portland. V okrese žije 735 334 obyvatel (2010).